# Sapes
Sapes (græsk: Σάπες) er en by og en tidligere kommune i den regionale enhed Rhodope, i periferien Østmakedonien og Thrakien i Grækenland. Siden kommunalreformen i 2011 er det en del af kommunen Maroneia-Sapes, hvor den er administrationsby. Kommunen har et areal på 354.596 km2, og et indbyggertal på 8.383 (2011). Sapes er den næststørste by i Rhodope.